# 에른스트 프리드리히 슈마허
에른스트 프리드리히 슈마허(Ernst Friedrich "Fritz" Schumacher, 1911년 8월 16일 ~ 1977년 9월 4일)는 국제적으로 영향력 있는 영국의 경제학자이다. 그는 독일에서 태어나 1930년 로드 장학생으로 선발되어 영국 옥스퍼드 뉴칼리지에서 경제학을 공부했으며, 스물두 살 때부터 미국 컬럼비아대학에서 경제학을 강의했다. 거대기술과 물질주의에 근원적 도전을 던지며, 인류의 '생각의 대전환'을 이루어낸 극소수의 창조적 인물이다. E. F. 슈마허는 1911년 독일 본에서 태어나 제1차 세계 대전과 대공황을 겪으며 궁핍한 유년시절을 보냈다. 영국 옥스퍼드 대학에서 경제학을 공부하고 스물 두 살의 나이에 미국 콜롬비아 대학의 교수가 되었다. 그러나 미래가 보장된 교수직을 버리고 전운이 감돌던 독일로 귀국했다. 1934년 나치의 박해를 피해 영국으로 피신했지만 적국 국민이라는 이유로 수감되었다. 1945년 제2차 세계 대전이 끝난 후 영국 정부의 요청으로 복지정책의 기초를 닦았으며, 세계 평화를 위해 제안한 금융제도는 그 유명한 '케인스 플랜'에 반영되었다. 1950년부터 20여 년간 영국 국립석탄위원회 자문을 맡으며 재생 불가능한 자원에 기반한 서구문명의 종언을 예고했지만 주목받지 못했다. 1955년 경제 자문관으로 버마를 방문하면서 '불교경제학'이라는 새로운 경제철학을 제시했다. 인도에서 처참한 빈곤을 목격하면서는 지역 규모에 알맞으며 사용하기 쉽고 생태적인 '중간기술' 개념을 창조했다. 이는 기계중심에서 인간중심으로 나아가게 하는 실질적 대안으로 받아들여졌다. 1965년 '중간기술개발그룹'을 발족해 전 세계에 중간기술을 보급하고, 제3세계를 돌며 자급경제를 지원했다. 1973년 첫 저서 『작은 것이 아름답다』를 출간했다. '작은 것이 아름답다.'라는 단 한 문장은 한 시대의 상징이 되어 퍼져나갔다.
실제 경험이 없는 이론화에 불만을 느낀 그는 여러 분야에 진출하여 기업가, 언론인, 경제학자로 알려졌으며 전쟁 중에는 옥스퍼드에서 잠시 학업을 재개했다. 독일의 영국 점령 지역 통제위원회 경제 자문관, 영국 석탄공사 경제 자문관, 영국 토양협회 의장, 스코드 바더 사 이사를 역임했으며, 개발도상국을 위해 중간 기술 개념을 창안하고 중간기술개발집단을 설립하여 의장으로 활동했다. 이후 농촌 개발에 대한 그의 권고안은 수많은 개발도상국 정부에서 주목받았으며 1974년에는 대영제국 지도자 훈장(CBE)을 받았다.
현대 환경 운동사에서 최초의 전체주의적 사상가로 평가받는 슈마허는 매우 다양한 관심사를 하나의 틀 속에 버무릴 줄 아는 위대한 경제학자였다. 주요 저서에는 『작은 것이 아름답다』, 『혼돈으로부터의 도피』, 『굿 워크』, 『경제 성장의 근원』 등이 있다. 말년에는 인류의 미래를 위해 나무의 잠재력을 연구했으나 1977년 강연 순회 도중 사망하면서 그 사상은 결실을 맺지 못했다. 그가 생의 마지막에 우러러본 것은 한 그루의 나무였다.

## 같이 보기
- 공동체 개발
- 그라민 은행
- 마이크로크레딧
- 지속 가능한 발전